# Pain bénit
Pour les articles homonymes, voir Bénit.

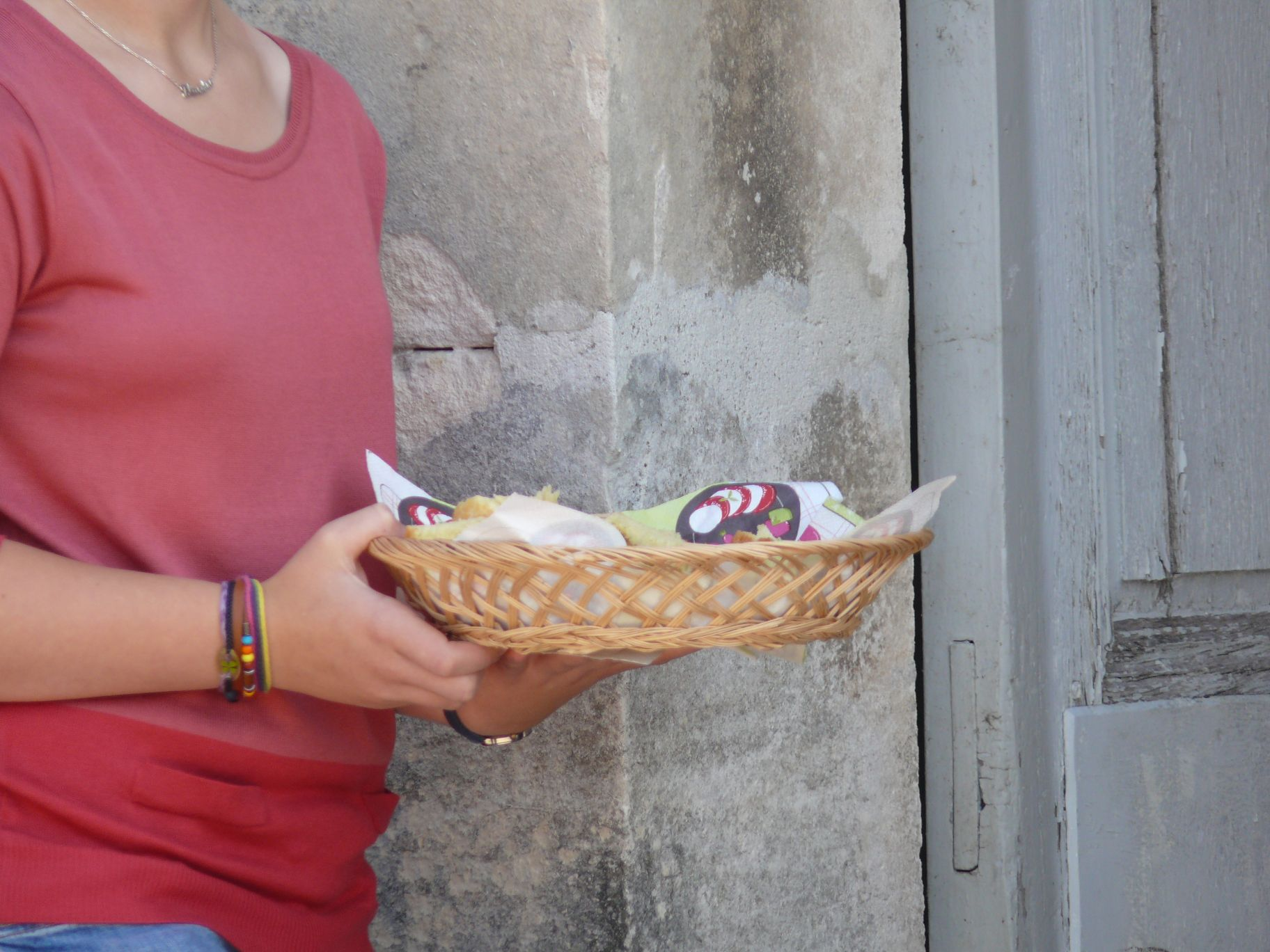
Distribution de pain bénit à la sortie d'une messe.

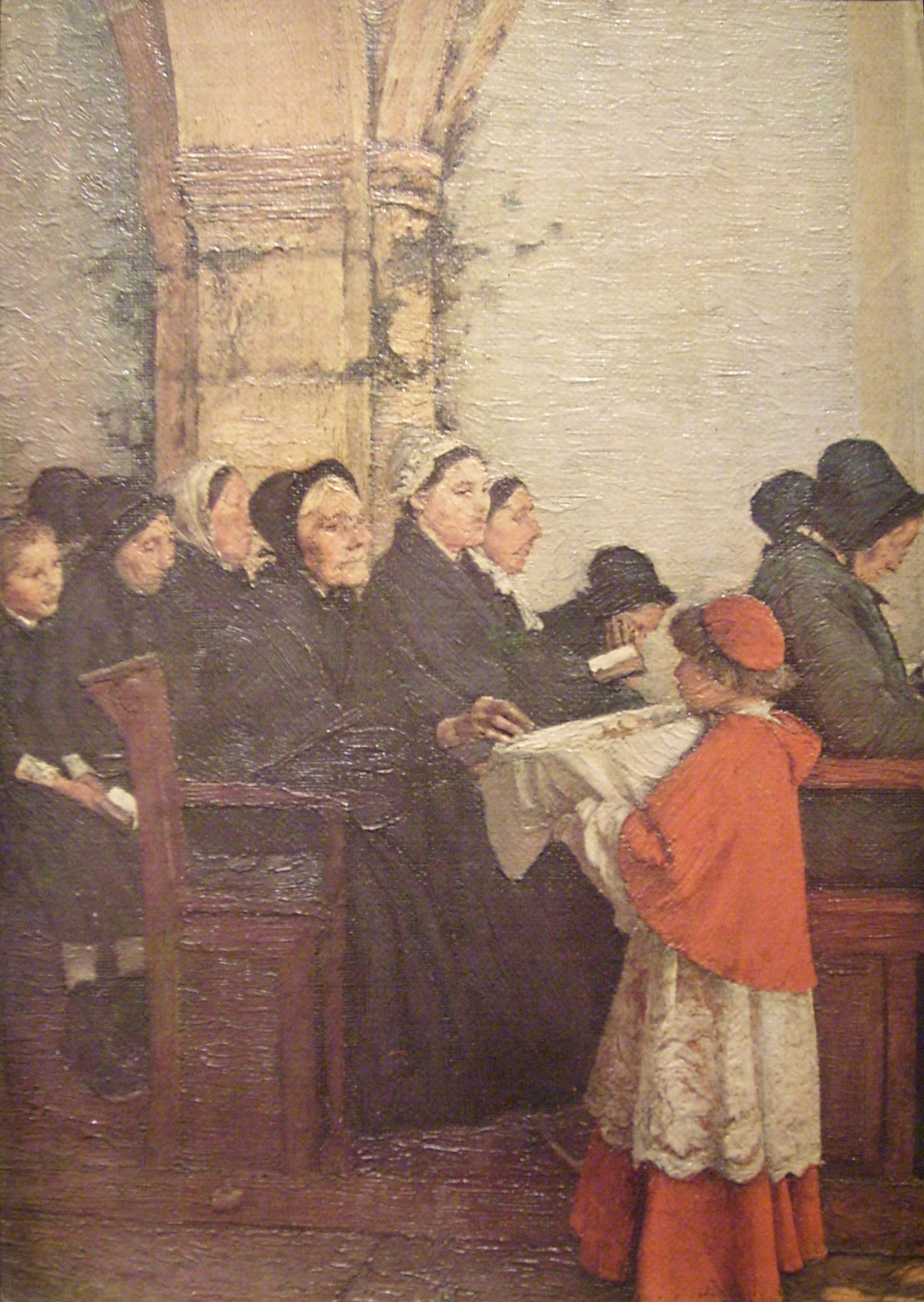
Le Pain bénit, par Pascal Dagnan-Bouveret.

Le pain bénit est une tradition catholique, autrefois pratiquée dans l'Église catholique occidentale, notamment en France et au Québec. Ce sacramental est distinct de l'Eucharistie.

## Description
Le pain bénit est constitué de pain apporté par les fidèles, béni par le prêtre et distribué aux fidèles après la messe. Ceux-ci le rapportaient généralement chez eux.
À la différence des hosties, qui sont consacrées et deviennent, pour les catholiques, le corps et le sang du Christ, le pain bénit est un sacramental, au même titre que l'eau bénite.
Dans la liturgie orthodoxe, ce qui reste de la prosphore est distribué après la fin de la liturgie comme pain bénit et est appelé « antidoron (en) », en grec αντίδωρον.